# Scheuchzeriaceae

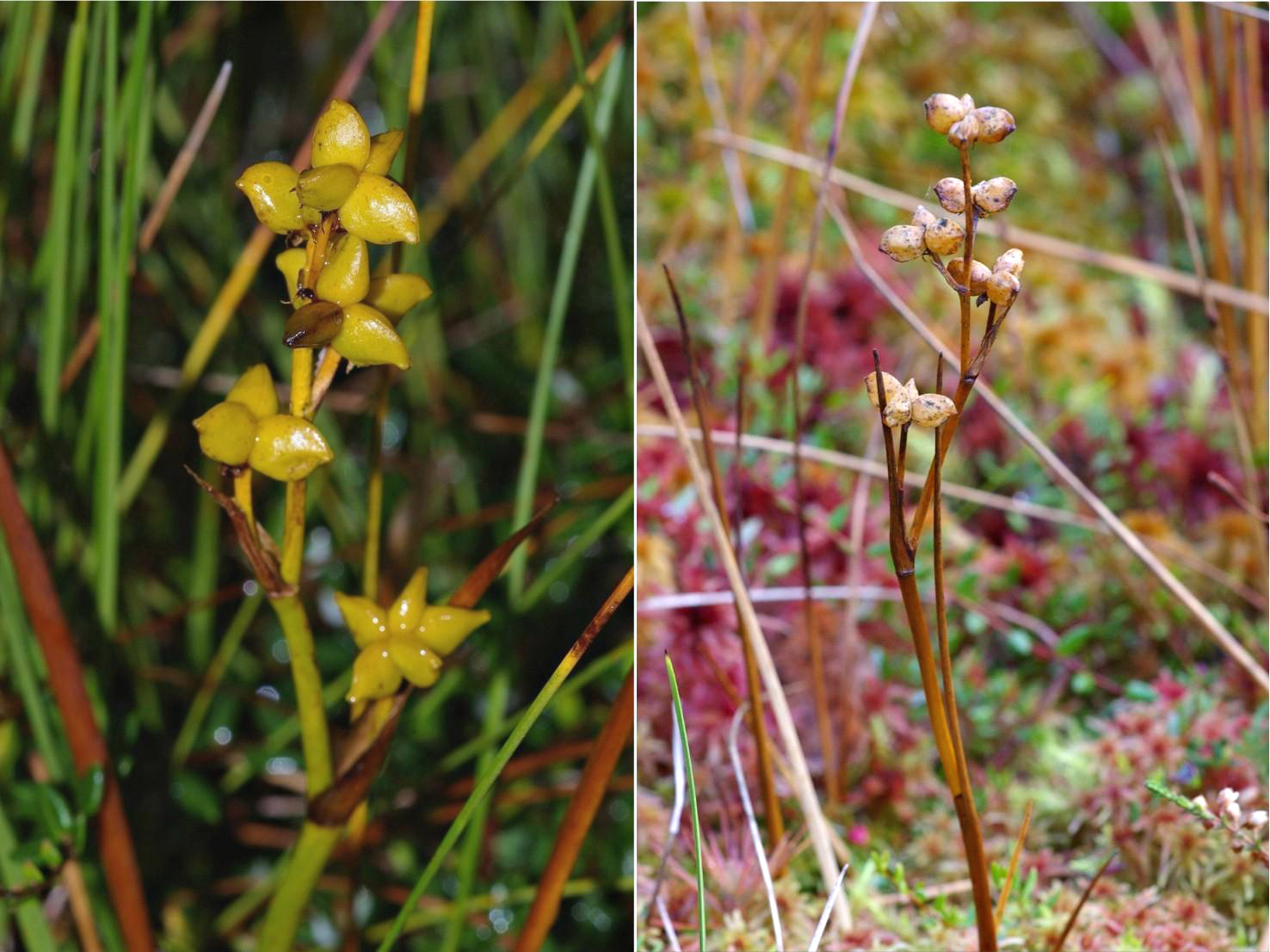
Semillas.

Las scheuchzeriáceas (nombre científico Scheuchzeriaceae) son una familia de plantas monocotiledóneas herbáceas, perennes, nativas de regiones templadas del Hemisferio Norte hasta el Ártico. La familia fue reconocida por sistemas de clasificación modernos como el sistema de clasificación APG III (2009) y el APWeb (2001 en adelante), donde posee un único género, Scheuchzeria, y una única especie, Scheuchzeria palustris. Se reconocen por ser hierbas pequeñas con hojas dísticas, las vainas abiertas tienen aurículas en la punta y hay un pequeño poro en la punta de la lámina. La inflorescencia es un racimo con brácteas grandes y foliosas, y todas las piezas florales están libres, salvo la base de los carpelos.

## Taxonomía
Introducción teórica en Taxonomía
Véase también Filogenia
La familia fue reconocida por el APG III (2009), el Linear APG III (2009) le asignó el número de familia 35. La familia ya había sido reconocida por el APG II (2003).
El género fue nombrado en honor de Johann Jakob Scheuchzer, un naturalista suizo y su hermano, Johann Kaspar Scheuchzer.